# Radiografische klok

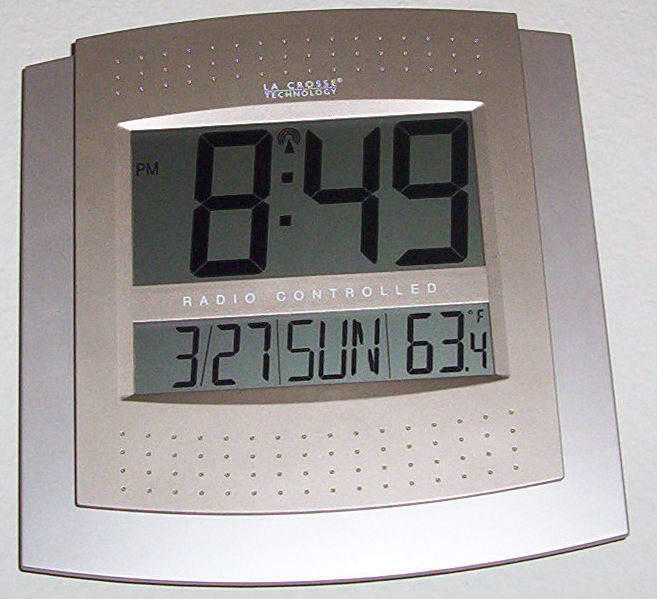
Een radiografische klok.

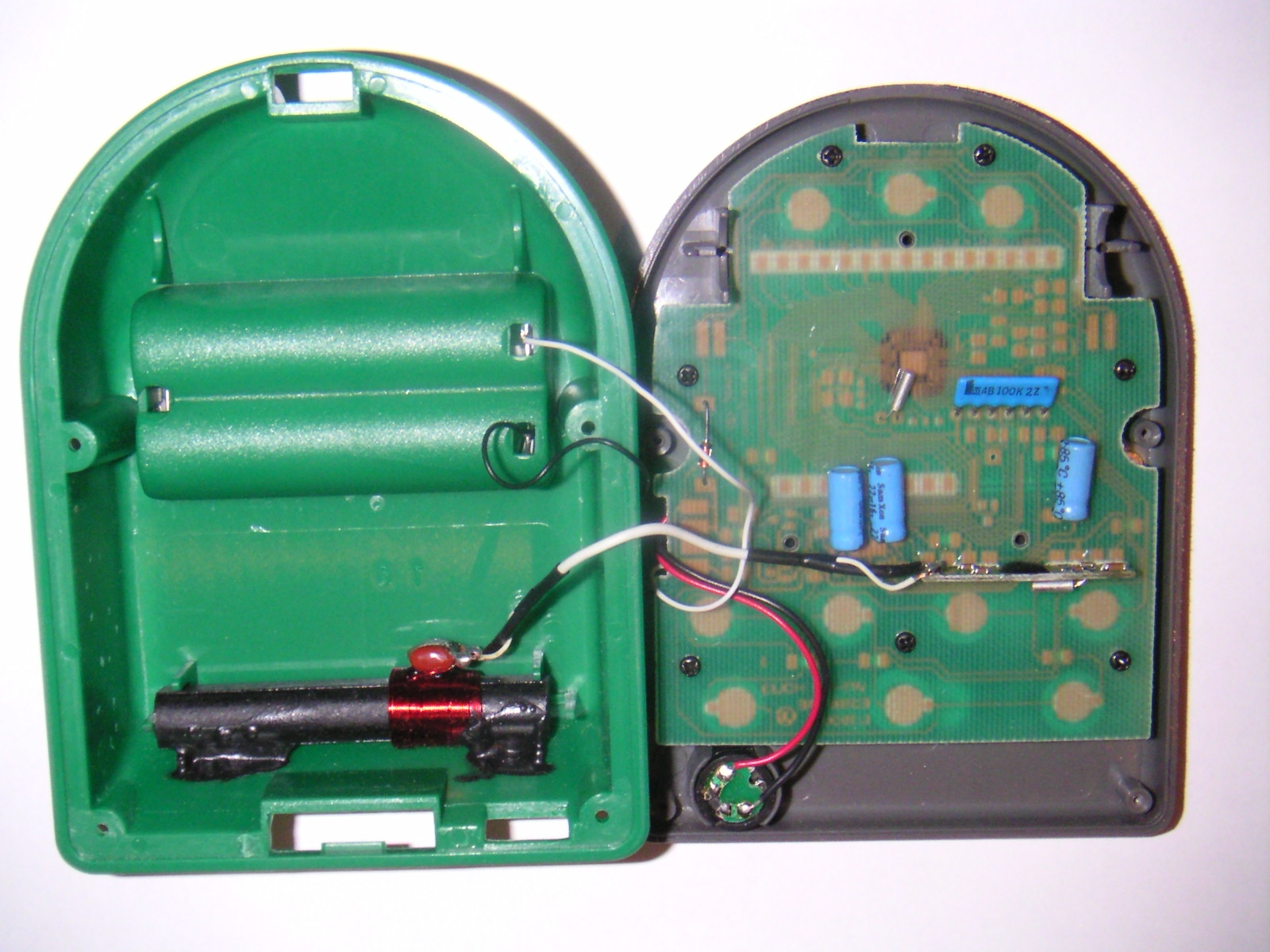
De binnenkant van een radiografische klok (linksonder de ferrietantenne).

Een radiografische klok is een klok die via radiosignalen wordt gelijkgezet.
De radiosignalen worden verstuurd door een zender die is gekoppeld aan een gestandaardiseerde klok, meestal een atoomklok. Een radiografische klok kan zowel een digitale als analoge wijzerplaat hebben.
Een radiografische klok bestaat uit een kleine antenne voor het oppikken van het radiosignaal en een elektrisch circuit om het signaal te vertalen in de tijd en deze weer te geven.
De meeste radiografische klokken maken gebruik van radiosignalen die door stations op de aarde worden verstuurd, laag in het langegolfbereik. In Europa is DCF77 (in Mainflingen bij Frankfurt am Main in Duitsland) de bekendste tijdseinzender. Er zijn steeds meer apparaten die voor de tijdssynchronisatie gebruikmaken van de tijdcode die door gps-satellieten worden uitgezonden.